# Második Kara Killisse-i csata
A II. Kara Killisse-i csata a kaukázusi front egyik csatája volt az első világháborúban, mely az Oszmán Birodalom és az újonnan megalakult, független Örményország között zajlott le. A csatában az örmények kerekedtek felül. A harcra 1918. május 25. és május 28. között került sor Kara Killisse (magyarul: „fekete templom”) város környékén. A csata során az örmény csapatokat Movszesz Szilikján vezette, és a győzelemmel sikerült stabilizálni Örményország függetlenségét.